# Allan Cunningham (escritor)

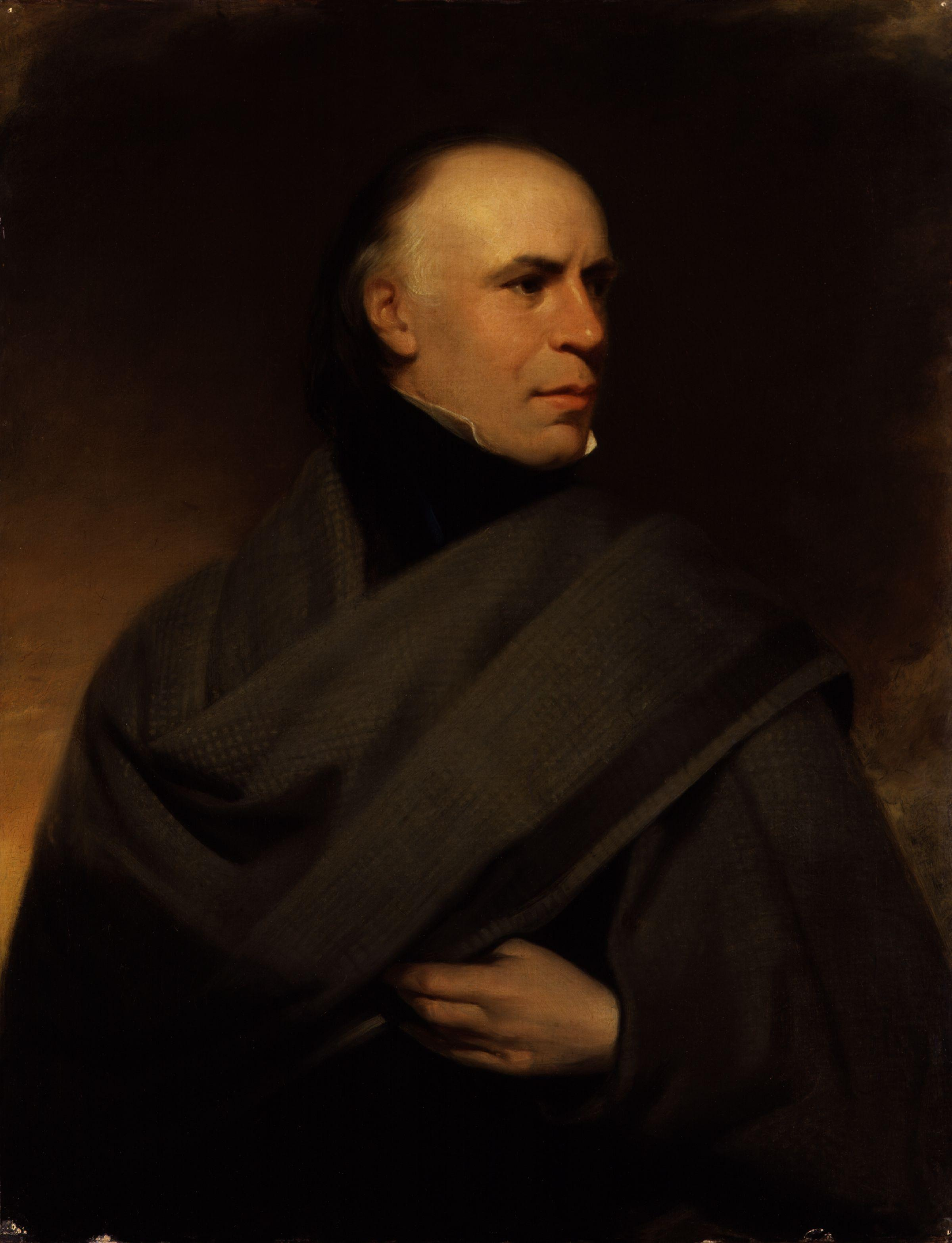
Allan Cunningham' por Henry Room, c. 1840.

Allan Cunningham (7 de diciembre de 1784 - 30 de octubre de 1842) fue un escritor y poeta escocés. Nació en Keir, cerca de Dalswinton, Dumfriesshire. Su primer trabajo fue como aprendiz de cantero. Su padre era vecino de Robert Burns en Ellisland y Allan, junto a su hermano James, acostumbraba visitar a James Hogg, el «pastor de Ettrick», que se convirtió en amigo de ambos. Los otros hermanos de Allan fueron el cirujano naval Peter Miller Cunningham (1789-1864) y el poeta Thomas Mounsey Cunningham (1776-1834). 
Cunningham fue aprendiz de cantero, pero dedicó su tiempo libre a la lectura y escritura de imitaciones de viejas baladas escocesas. Aportó algunas canciones a Roche's Literary Recreations en 1807 y en 1809 recogió viejas baladas de Remains of Nithsdale y Galloway Song de Robert Hartley Cromek, que envió junto a sus propios poemas, los que el editor insertó a pesar de tener sospechas de su autoría real. Esto le ganó la amistad de Walter Scott y Hogg.
En 1810, Cunningham fue a Londres, donde trabajó como reportero parlamentario y periodista hasta 1814, cuando se convirtió en empleado de obras en el taller del escultor, Francis Chantrey, cargo que mantuvo hasta la muerte de Chantrey en 1841. Mientras tanto continuó escribiendo, tres novelas, la vida de Sir D. Wilkie y Lives of Eminent British Painters, Sculptors, and Architects, además de muchas canciones. Su prosa a menudo fue dañada por su retórica fuera de lugar y muy ambiciosa, su verso también es adornado y ambos están llenos de peculiaridades; algunas de sus canciones, sin embargo, ocupan un lugar importante entre las letras británicas. A Wet Sheet and a Flowing Sea es una de las mejores canciones británicas de mar, aunque escrita por un hombre de tierra adentro, y muchas otras de sus canciones llegaron a ser populares. También sacó una edición de las obras de Robert Burns. 
Estuvo casado con Jean Walker, que había sido criada en la casa donde vivía, y tuvieron cinco hijos y una hija, todos los cuales llegaron a posiciones importantes y heredaron en cierto grado sus dotes literarias. Entre ellos se encontraban Joseph Davey Cunningham, Alexander Cunningham, Peter Cunningham y Francis Cunningham.

## Obra
Entre sus trabajos se encuentran:
- Sir Marmaduke Maxwell (1820) (obra teatral)
- The King of the Peak (1822), la historia de Sir George Vernon y su hija, Dorothy Vernon.
- Lives of Eminent British Painters, Sculptors and Artists (1829–33)